# Waleri Fjodorowitsch Raschkin

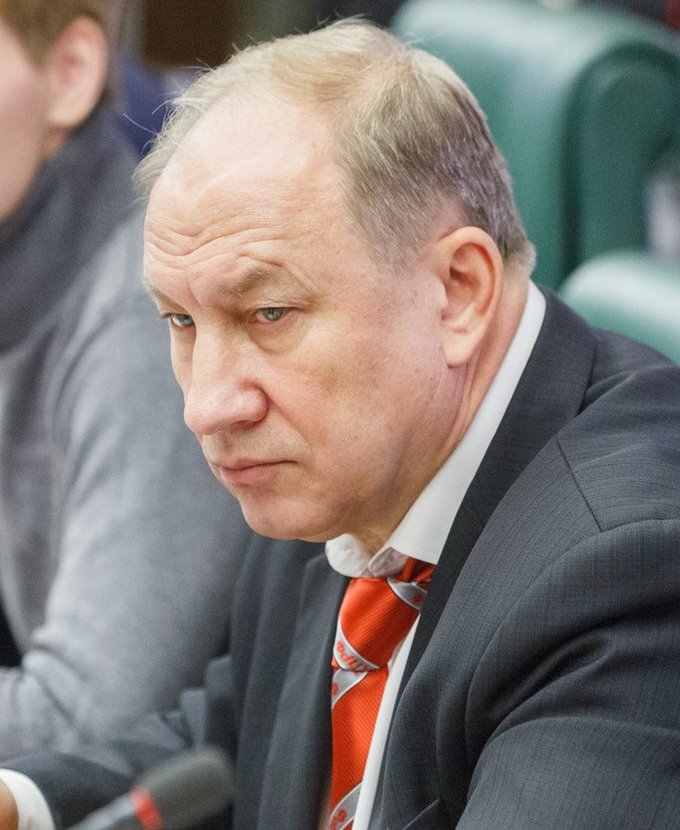
Waleri Raschkin, 2014

Waleri Fjodorowitsch Raschkin (russisch Вале́рий Фёдорович Ра́шкин; * 14. März 1955 in Schilino in der Oblast Kaliningrad) ist ein russischer Politiker (KPRF) und ehemaliger Abgeordneter der Duma (1999–2022).

## Leben
Waleri Raschkin wurde am 14. März 1955 in Schilino in der Oblast Kaliningrad geboren. Er absolvierte ein Ingenieursstudium an der Fakultät für Elektrotechnik und Maschinenbau des Saratower Polytechnischen Instituts, das er 1977 erfolgreich abschloss. Anschließend arbeitete er bis 1993 in Produktionsvereinigung „Korpus“ in Saratow und stieg dort vom Produktionsingenieur bis zum Leiter des Produktionsbüros für die Montage und zum Chefdisponenten auf. 1991 beendete er ein weiteres Studium zum Politologen am Sozialpolitischen Institut der Wolgaregion. Raschkin ist verheiratet und hat zwei Söhne.

## Politik
1983 wurde Raschkin Mitglied der Kommunistischen Partei der Sowjetunion bei. Von 1988 bis 1990 war er Sekretär des Parteikomitees der Produktionsvereinigung „Korpus“ in Saratow. Nach dem Zerfall der Sowjetunion setzte er seine politische Tätigkeit in der Kommunistischen Partei der Russischen Föderation fort. Von 1993 bis 2011 war Raschkin Erster Sekretär der Kommunistischen Partei der Russischen Föderation in Saratow. Von 1993 bis 1995 war er Mitglied des zentralen Exekutivkomitees der Partei und von 1995 bis 1997 des Zentralkomitees (ZK). Von 2003 bis 2021 war er Mitglied des Präsidiums des ZK der KPRF.
Raschkin war von 1990 bis 1993 Mitglied des Rates der Volksdeputierten der Stadt Saratow. Von 1994 bis 1997 war er Abgeordneter der Regionalduma von Saratow. Am 19. September 1999 wurde Raschkin als Abgeordneter in die Duma gewählt, der er bis 25. Mai 2022 angehörte. Im Jahr 2000 wurde er auf einem erweiterten Plenum des Saratower Regionalkomitees der KPRF als Kandidat für das Amt des Gouverneurs der Oblast Saratow nominiert. Der Wahlausschuss der Oblast verweigerte ihm jedoch die Registrierung und erklärte mehr als 3.000 Unterstützer-Unterschriften für ungültig.
Im Jahr 2006 trat Raschkin als Initiator eines Briefes von 26 Dumaabgeordneten an die Generalstaatsanwaltschaft auf. Der Brief enthält die Aufforderung, die Einkünfte des damaligen Vize-Dumasprechers Wjatscheslaw Wolodin zu überprüfen. Diesem wurden illegale Einkünfte und Korruption vorgeworfen.
Im Jahr 2009 wurde Raschkin zu einer Geldstrafe von einer Million Rubel verurteilt, nachdem er den Vize-Sprecher der Duma Wjatscheslaw Wolodin erneut der Korruption beschuldigt hatte. In der Folge reichte Raschkin Beschwerde beim Europäischen Gerichtshof für Menschenrechte ein. Dieser wurde 2020 nachgegeben und Raschkin wurde eine Kompensation in Höhe von 7.800 € zugesprochen, die vom russischen Staat zu zahlen ist. Das Gericht begründete die Entscheidung mit der Verletzung des Artikel 10 der Europäischen Menschenrechtskonvention durch das russische Gericht.
Im Jahr 2016 kam es zu einer juristischen Auseinandersetzung zwischen Raschkin und dem Mineralölunternehmen Rosneft. Gegenstand dieser Auseinandersetzung waren vermeintliche Aussagen Raschkins, in denen er der russischen Regierung und der Führung des Unternehmens Betrug und Korruption vorwarf. Die Klage des Unternehmens richtete sich auch gegen die KPRF und die Nachrichtenagentur Rosbalt. Die beiden Veröffentlichungen mit den Titeln Waleri Raschkin: Die Regierung erteilt der Führung von Rosneft offiziell die Erlaubnis zu lügen und Raschkin: Indem das Wirtschaftsministerium Rosneft erlaubt, Geschäftsinformationen zu verbergen, fördert es Diebstahl wurden gerichtlich als nicht der Wahrheit entsprechend und diffamierend festgestellt. Zugleich konnte Rosneft nicht ausreichend belegen, dass Raschkin selbst für die getätigten Aussagen verantwortlich war. Raschkin hatte sich bereits zu Beginn des Verfahrens von den Aussagen distanziert und festgestellt, dass es sich bei der veröffentlichten Mitteilung um einen nicht freigegebenen Entwurf gehandelt habe, der vom Pressedienst der Moskauer KPRF ohne Kenntnis Raschkins verfasst und im Zuge eines Hackerangriffs veröffentlicht worden sei.
Im März 2017 forderte Raschkin in seiner Funktion als Duma-Abgeordneter die Strafverfolgungsbehörden der Russischen Föderation dazu auf, ein Verfahren wegen Korruption gegen den damaligen Ministerpräsidenten Dmitri Medwedew zu eröffnen. Die Vorwürfe beruhen auf einer Recherche mit dem Titel Für euch ist er kein Dimon (russisch Он вам не Димон On wam ne Dimon) der Stiftung für Korruptionsbekämpfung (russisch Фонд борьбы с коррупцией Fond borby s korrupzijei) des Oppositionspolitikers Alexei Nawalny.
Im September 2021 trat Raschkin als einer der Organisatoren der Proteste nach den Wahlen zur Staatsduma in Erscheinung. Im Oktober desselben Jahres wurde gegen Raschkin ein Verfahren wegen Wilderei eröffnet, nachdem in seinem Fahrzeug ein toter Elch gefunden wurde. Nach eigener Aussage hatte Raschkin den bereits zur Hälfte zerlegten Tierkadaver und entsprechendes Werkzeug zuvor im Wald entdeckt und wollte ihn der Polizei übergeben. Raschkin gab im November 2021 die Wilderei zu. Die Staatsanwaltschaft ließ seine Immunität als Abgeordneter aufheben. Im Dezember 2021 erhielt Raschkin wegen der Ermittlungen eine nächtliche Ausgangssperre und ein Kontaktverbot für ein Jahr. Am 23. Mai 2022 wurde Raschkin in zweiter Instanz zu einer Freiheitsstrafe von drei Jahren auf Bewährung verurteilt. In diesem Zusammenhang wurde ihm auch sein Abgeordnetenmandat mit Wirkung vom 25. Mai 2022 entzogen.

## Internationale Sanktionen
In Folge der Annexion der Krim und des russischen Überfalls auf die Ukraine im Jahr 2022 befindet sich Raschkin auf den Sanktionslisten der Europäischen Union, der Vereinigten Staaten von Amerika, Kanadas und Großbritanniens.